# Fondachello
Fondachello is een plaats (frazione) in de Italiaanse gemeente Mascali.